# Condado de Sampson
O Condado de Sampson é um dos 100 condados do estado americano da Carolina do Norte. A sede do condado é Clinton, e sua maior cidade é Clinton. O condado possui uma área de 2 454 km² (dos quais 5 km² estão cobertos por água), uma população de 60 161 habitantes, e uma densidade populacional de 25 hab/km² (segundo o censo nacional de 2000). O condado foi fundado em 1784.